# Mycodrosophila dimidiata
Mycodrosophila dimidiata är en tvåvingeart som först beskrevs av Friedrich Hermann Loew 1862.  Mycodrosophila dimidiata ingår i släktet Mycodrosophila och familjen daggflugor. Inga underarter finns listade i Catalogue of Life.
Artens utbredningsområde täcker delar av USA, mellan Idaho i väst, Maine i öst och Florida i syd.